# Xã Stony Brook, Quận Grant, Minnesota
Xã Stony Brook (tiếng Anh: Stony Brook Township) là một xã thuộc quận Grant, tiểu bang Minnesota, Hoa Kỳ. Năm 2010, dân số của xã này là 133 người.